# Contea di Decatur (Georgia)
La contea di Decatur (in inglese Decatur County) è una contea dello Stato della Georgia, negli Stati Uniti. La popolazione al censimento del 2000 era di 28 240 abitanti. Il capoluogo di contea è Bainbridge.